# Cojoaice
Certiidele (Certhiidae) sau cojoaicele sunt o mică familie de 11 specii de păsări arboricole cățărătoare de talie mică, mai mari decât pitulicea, din ordinul paseriformelor.

## Descrierea
Certiidele se înrudesc îndeaproape cu sitidele (scorțarii), având ca și acestea degete lungi și gheare ascuțite și încârligate, dar ciocul lor este mai slab, fin și subțire, mai lung decât capul și ușor curbat în jos, iar penele sunt moi și mai slab lipite de corp. 
Penele cozii sunt însă rigide, dispuse etajat ca la ciocănitori, servind la sprijinire în timpul cățăratului pe trunchiurile arborilor, ori formează o coadă rotunjită, cu pene de constituție obișnuită.

## Biologie
Sunt bine adaptate la cățărat ca și sitidele, dar se cațără numai de jos în sus, drept sau în spirală pe crengile arborilor sau pe trunchiuri în căutarea hranei ca și ciocănitoarele și nu în toate sensurile, cum o fac sitidele.
Sunt păsări exclusiv insectivore, hrănindu-se cu insecte adulte, larvele și ouăle lor, pe care le scot din crăpăturile scoarței cu ciocul, asemenea unei pense, limba fiindu-le ușor protractilă, modificată la vârf.
Cuiburile le instalează în crăpăturile sau scorburile arborilor sau sub scoarța groasă desprinsă de trunchi.

## Distribuția geografică
Sunt răspândite în America de Nord, Eurasia, Australia, cât și în Africa tropicală, lipsind complet în America de Sud și în insula Madagascar.

## Sistematica
- Genul Certhia

Certhia familiaris
Certhia hodgsoni
Certhia americana
Certhia brachydactyla
Certhia himalayana
Certhia tianquanensis
Certhia nipalensis
Certhia discolor
Certhia manipurensis
- Genul Salpornis

Salpornis spilonotus
Salpornis salvadori

## Specii din România
În România sunt întâlnite 2 specii de cojoaice care sunt sedentare și sunt răspândite în zonele împădurite, atât în ținuturile joase, cât și în ținuturile pădurilor de conifere din Carpați.
- Cojoaica de pădure sau cojoaica comuna  (Certhia familiaris)
- Cojoaica cu degete scurte (Certhia brachydactyla)